# George Thomson (homme politique britannique)
Pour les articles homonymes, voir George Thomson et Thomson.
George Morgan Thomson, baron Thomson de Monifieth, (16 janvier 1921 - 3 octobre 2008) est un homme politique et journaliste britannique ayant exercé les fonctions de député travailliste. Il est membre du cabinet de Harold Wilson, puis devient commissaire européen. 
Dans les années 1980, il rejoint le Parti social-démocrate. À la suite de la fusion du SDP avec le Parti libéral, il est devenu démocrate libéral et siège en tant que membre libéral démocrate de la Chambre des lords. 

## Jeunesse
Thomson fait ses études à Grove Academy, Broughty Ferry, Dundee. À 16 ans, il quitte l'école pour devenir journaliste local pour le journal, le magazine et les éditeurs de bandes dessinées de Dundee DC Thomson. Il devient rédacteur en chef adjoint de la bande dessinée à succès The Dandy et pendant une courte période, il en est le rédacteur en chef, alors qu'il n'a que 18 ans. Il quitte l'entreprise en 1940 pour servir dans la Royal Air Force. En raison de problèmes de vue, il n'a pas pu assumer le rôle d'équipage de conduite et a servi au sol pour le commandement des chasseurs . Il retourne à DC Thomson en 1946, mais quitte l'entreprise après s'être heurté à eux au sujet de son droit d'adhérer à un syndicat. Il devient ensuite rédacteur adjoint, puis rédacteur en chef de Forward, un journal socialiste écossais, de 1946 à 1953  . 

## Carrière politique
Aux Élections générales britanniques de 1950 et 1951, Thomson se présente sans succès à Glasgow Hillhead. En 1952, il est élu député lors d'une élection partielle pour Dundee-Est, où il sert jusqu'à sa démission en 1972. Il entre dans le gouvernement Wilson comme ministre d'État, au ministère des Affaires étrangères, d'octobre 1964 à avril 1966, puis comme Chancelier du duché de Lancastre de 1966 à 1967, et de nouveau de 1969 à 1970, secrétaire d'État aux Affaires du Commonwealth de 1967 à 1968, et ministre sans portefeuille de 1968 à 1969. Pendant son mandat de secrétaire du Commonwealth, il a la responsabilité d'essayer de parvenir à un règlement de la question de la Rhodésie du Sud (aujourd'hui Zimbabwe) et de mettre en œuvre des sanctions contre le régime en place. Il est l'un des premiers commissaires britanniques de la Communauté européenne (CE) de 1973 à 1977, chargé de la politique régionale. En tant que président de l'Independent Broadcasting Authority de 1981 à 1988, il supervise l'introduction de Channel 4 et de TV-am . 
Il est président de la Advertising Standards Authority de 1977 à 1980 ; Président de l'Independent Broadcasting Authority (IBA) 1981–88, Premier commissaire aux domaines de la Couronne de 1977 à 1980; et membre du Comité des normes de la vie publique de 1994 à 1997. Il est vice-président de la Woolwich Building Society de 1988 à 1991. Il est membre de la Royal Society of Edinburgh et de la Royal Television Society, et un mécène de Sustrans . Thomson est nommé conseiller privé en 1966, et créé pair à vie le 23 mars 1977 en tant que baron Thomson de Monifieth, de Monifieth dans le district de la ville de Dundee, et est devenu chevalier du chardon en 1981 . 
Thomson reçoit un doctorat honorifique de l'Université Heriot-Watt en 1973 . 
En 1985, il est invité à donner la conférence commémorative MacMillan à l'Institution of Engineers and Shipbuilders en Écosse; il a choisi «La radiodiffusion publique a-t-elle un avenir? Le défi des nouvelles technologies " . Après avoir déménagé avec sa femme, Grace, à Charing, Kent, Thomson occupe le poste de président du parti, pour les libéraux démocrates d'Ashford, de 1999 à 2006. 
Il est décédé le vendredi 3 octobre 2008 à l' hôpital St Thomas de Londres, d'une infection virale ,. Avec son épouse Grace, Lady Thomson (1925 – 2014), il a deux filles, Ailsa et Caroline, l'ancien chef de l'exploitation de la BBC. 